# يوم المجاهد
يوم المجاهد هو الاحتفال الدي تقوم به الجزائر في 20 أوت من كل عام بمناسبة مؤتمر الصومام 1956 والهجوم على الشمال القسنطيني 1955 والدي سمي بيوم المجاهد.

### مواضيع ذات صلة
- المقاومة الشعبية الجزائرية ضد فرنسا
- ثورة تحرير الجزائر
- جبهة التحرير الوطني الجزائري
- جيش التحرير الوطني الجزائري
- وزارة المجاهدين الجزائرية
- المنظمة الوطنية للمجاهدين الجزائرية
- المنظمة الوطنية لأبناء الشهداء
- المنظمة الوطنية لأبناء المجاهدين
- يوم الشهيد
- المتحف الوطني للمجاهد
- يوم الشهيد
- يا شهيد الوطن
- مقام الشهيد
- التنسيقية الوطنية لأبناء الشهداء

### وصلات خارجية
- الموقع الرسمي لوزارة المجاهدين الجزائرية